# Négation logique
Pour les articles homonymes, voir Négation.
En logique et en mathématiques, la négation est un opérateur logique unaire.  Il sert à nier une proposition.

## Notation
On note la négation d'une proposition P de diverses manières dont : 
- ¬P (utilisée dans cet article);
- Non P ;

Ces formulations se lisent « négation de P » ou plus simplement « non P ».

## Tables de vérités
Dans l'interprétation par des tables de vérité, la proposition ¬P est vraie quand P est fausse et elle est fausse quand P est vraie. La table de vérité s'écrit simplement :
| P | ¬P |
| - | -- |
| F | V  |
| V | F  |

ou
| P | ¬P |
| - | -- |
| 0 | 1  |
| 1 | 0  |

On remarque alors que {\displaystyle (\neg P\iff (P\implies \bot ))} où {\displaystyle \bot } dénote une contradiction. Cette équivalence est aussi valable en logique intuitionniste et permet ainsi de prouver la négation d'une proposition. Il s'agit même plus précisément d'une définition de la négation. On peut aussi la définir autrement en la définissant par une règle d'inférence, que l'on nomme règle d'introduction de la négation.

## Propriétés

### Double négation
Dans le système de la logique classique, la double négation d'une proposition p, qui est la négation de la négation de p, est logiquement équivalente à p. Exprimé en termes symboliques, ¬¬p ⇔ p. En logique intuitionniste, une proposition implique sa double négation, mais pas l'inverse. Cela marque une différence importante entre la négation classique et la négation intuitionniste. La négation classique est une involution. 
Cependant, on montre en logique intuitionniste, que ¬¬¬p est équivalent à ¬p. En outre, dans le cas propositionnel, une phrase est classiquement prouvable si sa double négation est intuitionnistiquement prouvable. Ce résultat est connu sous le nom de théorème de Glivenko.

### Distributivité
Les lois de De Morgan distribuent la négation sur la disjonction et la conjonction :
- {\displaystyle \neg (a\vee b)\equiv (\neg a\wedge \neg b)} ;
- {\displaystyle \neg (a\wedge b)\equiv (\neg a\vee \neg b)}.

### Linéarité
En algèbre booléenne, une fonction f est linéaire s'il existe a0, a1, ..., an ∈ {0, 1} tels que f(b1, ..., bn) = a0 ⊕ (a1 {\displaystyle \land } b1) ⊕ ... ⊕ (an {\displaystyle \land } bn), pour tout b1, ..., bn ∈ {0, 1}.
La négation est un opérateur linéaire de l'algèbre booléenne.

## Utilisation en logique classique
Voici quelques règles d'utilisation des négations en logique classique :
- {\displaystyle \neg (P\,{\text{ou}}\,Q)\Leftrightarrow (\neg P)\,{\text{et}}\,(\neg Q)}
- {\displaystyle \neg (P\,{\text{et}}\,Q)\Leftrightarrow (\neg P)\,{\text{ou}}\,(\neg Q)}
- {\displaystyle \neg (P\Rightarrow Q)\Leftrightarrow P\,{\text{et}}\,(\neg Q)}
- {\displaystyle \neg (\exists x,P(x))\Leftrightarrow \forall x,\neg P(x)}
- {\displaystyle \neg (\forall x,P(x))\Leftrightarrow \exists x,\neg P(x)}

Où {\displaystyle \Leftrightarrow } est le symbole de l'équivalence logique.